# Eyes of Children
Pour plus de détails, voir Fiche technique et Distribution.
Eyes of Children (子供の眼, Kodomo no me) est un film japonais réalisé par Yoshirō Kawazu, sorti en 1956.

## Fiche technique
- Titre : Eyes of Children
- Titre original : 子供の眼 (Kodomo no me?)
- Réalisateur : Yoshirō Kawazu
- Scénario : Zenzō Matsuyama, d'après un roman d'Ineko Sata
- Photographie : Hiroshi Kusuda (ja)
- Montage : Yoshi Sugihara
- Décors : Kazue Hirataka
- Musique : Chūji Kinoshita (ja)
- Société de production : Shōchiku
- Pays d'origine :  Japon
- Langue originale : japonais
- Format : noir et blanc - 1,37:1 - 35 mm - son mono
- Durée : 85 minutes
- Date de sortie :
  - Japon : 15 janvier 1956[1]

## Distribution
- Hiroshi Akutagawa : Shunji
- Hideko Takamine : Kiyoko
- Mieko Takamine : Sachiko
- Chishū Ryū : le père de Sachiko
- Hisako Takihana : la mère de Sachiko
- Kōji Shitara (ja) : Osamu

## Récompenses
- Golden Globe du meilleur film en langue étrangère en 1956[2]